# Liste der Landschaftsschutzgebiete in Fürth
In Fürth gibt es 13 Landschaftsschutzgebiete. (Stand: November 2018)

## Hinweise zu den Angaben in der Tabelle
- Gebietsname: Amtliche Bezeichnung des Schutzgebietes
- Bild/Commons: Bild und Link zu weiteren Bildern aus dem Schutzgebiet
- LSG-ID: Amtliche Nummer des Schutzgebietes
- WDPA-ID: Link zum Eintrag des Schutzgebietes in der World Database on Protected Areas
- Wikidata: Link zum Wikidata-Eintrag des Schutzgebietes
- Ausweisung: Datum der Ausweisung als Schutzgebiet
- Gemeinde(n): Gemeinden, auf denen sich das Schutzgebiet befindet
- Lage: Geografischer Standort
- Fläche: Gesamtfläche des Schutzgebietes in Hektar
- Flächenanteil: Anteilige Flächen des Schutzgebietes in Landkreisen/Gemeinden, Angabe in % der Gesamtfläche
- Bemerkung: Besonderheiten und Anmerkungen

Bis auf die Spalte Lage sind alle Spalten sortierbar.
| Gebietsname                                     | Bild/Commons   | LSG-ID       | WDPA-ID | Wikidata  | Ausweisung | Gemeinde(n) | Lage     | Fläche ha | Flächenanteil   | Bemerkung |
| ----------------------------------------------- | -------------- | ------------ | ------- | --------- | ---------- | ----------- | -------- | --------- | --------------- | --------- |
| Rednitz-, Pegnitz- und Regnitztalsystem         | weitere Bilder | LSG-00523.01 | 396044  | Q59584801 | 1998       |             | Position | 696,48    | Fürth (100,0 %) |           |
| Waldgebiet Mannhof                              | weitere Bilder | LSG-00523.02 | 396045  | Q59584802 | 1998       |             | Position | 136,26    | Fürth (100,0 %) |           |
| Trappenholz (Wald am Schießplatz Burgfarrnbach) |                | LSG-00523.03 | 396046  | Q59584803 | 1998       |             | Position | 12,42     | Fürth (100 %)   |           |
| Zenntal/Zennwald                                | weitere Bilder | LSG-00523.04 | 396047  | Q59584804 | 1998       |             | Position | 184,38    | Fürth (100 %)   |           |
| Talzug Heidestraße                              | weitere Bilder | LSG-00523.05 | 396048  | Q59584806 | 1998       |             | Position | 9,01      | Fürth (100 %)   |           |
| Poppenreuther Landgraben                        | weitere Bilder | LSG-00523.06 | 396049  | Q59584808 | 1998       |             | Position | 4,81      | Fürth (100 %)   |           |
| Am (Bucher) Landgraben                          | weitere Bilder | LSG-00523.07 | 396050  | Q59584809 | 1966       |             | Position | 63,82     | Fürth (100 %)   |           |
| Herboldshofer Landgraben                        | weitere Bilder | LSG-00523.08 | 396051  | Q59584810 | 1998       |             | Position | 9,28      | Fürth (100 %)   |           |
| Bucher Landgraben, Bisloher Entwässerungsgraben | weitere Bilder | LSG-00523.09 | 396052  | Q59584812 | 1998       |             | Position | 10,93     | Fürth (100 %)   |           |
| Scherbsgraben                                   |                | LSG-00523.10 | 396053  | Q59584813 | 1998       |             | Position | 11,64     | Fürth (100 %)   |           |
| Farrnbachtal                                    | weitere Bilder | LSG-00523.11 | 396054  | Q59584814 | 1998       |             | Position | 131,38    | Fürth (100 %)   |           |
| Michelbachtal                                   | weitere Bilder | LSG-00523.12 | 396055  | Q59584815 | 1998       |             | Position | 45,59     | Fürth (100 %)   |           |
| Stadtwald                                       | weitere Bilder | LSG-00523.13 | 396056  | Q59584816 | 1998       |             | Position | 443,28    | Fürth (100 %)   |           |